# Paracryptodira
Paracryptodira (лат.) — клада вымерших черепах, живших во времена юрского — палеогенового периодов (167,7—37,2 млн лет назад). 
Систематики дискутируют, к какому объемлющему таксону относится эта клада: к подотряду скрытошейных черепах (Cryptodira), являясь примитивной линией внутри подотряда, или к самому отряду черепах, являясь сестринским таксоном Cryptodira.
В кладу включают род Boremys, найденных в породах Хелл-Крик и Форт-Юнион (англ. Fort Union Formation) на юго-западе Северной Дакоты и востоке Монтаны и живших около 80—42 млн лет назад. Длина панциря самого маленького экземпляра составляла 25 см, самого крупного — 80 см. Его отличительной особенностью является то, что черепахи этого рода пережили мел-палеогеновое вымирание примерно 66 миллионов лет назад.

## Классификация
По данным сайта Paleobiology Database, на август 2019 года в кладу включают 3 вымерших семейства:
- Семейство Compsemydidae Pérez-García et al., 2015
- Надсемейство Baenoidea — Беноидеи[3]
  - Семейство Baenidae Cope, 1882
  - Семейство Pleurosternidae Cope, 1868 — Плевростерниды[3]